# The Foundations
The Foundations var en brittisk musikgrupp bildad i januari 1967 som spelade en blandning mellan pop och soul, inte olikt Motown-soundet. Gruppen är främst känd för låtarna "Baby, Now That I've Found You" (1967) och "Build Me Up Buttercup" (1968). Gruppen väckte också uppmärksamhet genom att medlemmarna var av många olika nationaliteter. Detta var ovanligt på 1960-talet.
Gruppens frontfigur och sångare var den före detta boxaren Clem Curtis. Övriga musiker i gruppen var Tony Gomez (keyboards), Pat Burke (saxofon), Mike Elliot (tenor-saxofon), Erik Allan Dale (trombon), Peter McBeth (basgitarr) och Tim Harris (trummor). Gruppen började sin karriär som ett liveband på en klubb kallad Butterfly. De blev upptäckta av två managers, Ron Fairway och Barry Class. De fick snart skivkontrakt på Pye Records.
Gruppen spelade in sin debutsingel "Baby, Now That I've Found You" sommaren 1967, men det dröjde fram till september samma år innan de slog igenom då låten tog sig upp på första platsen på Englandslistan. I USA låg låten som bäst elva på billboardlistan. Uppföljarsingeln "Back On My Feet Again", som gavs ut januari 1968, blev gruppens första Tio i topp-hit i Sverige, men på det stora hela inte alls en lika stor hit.
Att singeln gått mindre bra än förväntat ledde till inre stridigheter i gruppen och bråk med låtskrivarna. I november 1968 hade Mike Elliot lämnat gruppen, likaså Clem Curtis. Curtis ersättare blev Colin Young. De spelade in "Build Me Up Buttercup" vilken blev deras största hit i USA där den nådde första platsen på Billboardlistan tidigt 1969. I England låg den tvåa. Våren 1969 släpptes "In Those Bad Bad Old Days (Before You Loved Me)" som kom att bli gruppens sista hit.
The Foundations upplöstes 1970. Clem Curtis kör fortfarande de gamla låtarna under gruppnamnet Clem Curtis and the Foundations.

## Diskografi
Studioalbum
- From the Foundations (1967)
- Digging the Foundations (1969)

Livealbum
- Rockin' the Foundations (1968)

Samlingsalbum
- From the Foundations (1967)
- Golden Hour of the Foundations (Greatest Hits) (1973)
- Back to the Beat (1983)
- Best of the Foundations (1987)

Singlar
- "Baby, Now That I've Found You" / "Come On Back to Me" (1967) (UK Singles Chart #1)
- "Back On My Feet Again" / "I Can Take Or Leave Your Loving" (1968) (UK #18)
- "Any Old Time (You're Lonely And Sad)" / "We Are Happy People" (1968) (UK #48)
- "Build Me Up Buttercup" / "New Direction" (1968) (UK #2)
- "In the Bad Bad Old Days (Before You Loved Me)" / "Give Me Love" (1969) (UK #8)
- "Born to Live, Born to Die" / "Why Did You Cry" (1969) (UK #46)
- "Baby, I Couldn't See" / "Penny Sir" (1969)
- "Take A Girl Like You" / "I'm Gonna Be A Rich Man" (1970)
- "I'm Gonna Be A Rich Man" / "In The Beginning" (1970)
- "Stoney Ground" / "I'll Give You Love" (1971)
- "Where Were You When I Needed Your Love" / "Love Me Nice And Easy" (1971)
- "Closer To Loving You" / "Change My Life" (1978)